# 4581 Asclépio
Asclépio (asteroide 4581, com a designação provisória 1989 FC) é um asteroide cruzador de Marte. Possui uma excentricidade de .3570757705318428 e uma inclinação de 4.9163º.
Este asteroide foi descoberto no dia 31 de março de 1989 por Henry E. Holt e Norman G. Thomas em Palomar.
Este asteroide recebeu este nome em homenagem a Asclépio, o deus grego da medicina e da cura.